# Árabes iraníes
Los árabes iraníes (persa: عربان ايرانی, Arabān Irānī, árabe: عرب إيران, `Arab Īrān) son las personas de habla árabe en Irán. La mayor parte de ellas viven en las regiones costeras del Irán meridional, junto al golfo Pérsico. Comunidades árabes iraníes pueden encontrarse también en Baréin, Kuwait, Irak, Catar y los Emiratos Árabes Unidos.

## Vista general
El CIA World Factbook estima que aproximadamente el 3% de los 68'017.860 ciudadanos de Irán hablan árabe, de los cuales la mayoría viven en el Juzestán, con un 1% que habla el árabe como lengua materna.
Un informe de 1998 elaborado por la Comisión de Derechos Humanos de las Naciones Unidas señala que medio millón de árabes residen en la provincia de Juzestán, la mayoría chiita. Los árabes musulmanes sunníes viven en la costa del golfo Pérsico.

Según Jane's Information Group, "La mayor parte de los árabes iraníes buscan que sus derechos estén garantizados constitucionalmente, y no tienen pretensiones separatistas... Pueden serlo algunos activistas árabes, pero la mayor parte se ven primero como iraníes y declaran su compromiso con la integridad territorial del estado."
Los primeros árabes en Irán llegaron con la conquista islámica de Persia en 633, y muchos se asentaron en Persia en 656.
Según el Proyecto "Minorities at Risk Project 2001", alrededor del 40% de los árabes son obreron no cualificados que viven en zonas urbanas. Los árabes de las zonas rurales son ante todo agricultores y pescadores. Los árabes que viven en las llanuras costeras del golfo Pérsico son en su mayoría nómadas pastores. Las lealtades tribales son fuertes entre los árabes rurales, pero también tienen su influencia en las zonas urbanas. Estos tienen un impacto en la socialización árabe y en su politización.
La Universidad Payame Noor, que tiene 229 campus por todo el país, en 2008 declaró que el árabe sería la "segunda lengua" de la universidad y que todos sus servicios se ofrecerán en árabe, además de en persa.

## Grupos regionales

### Juzestán
La mayoría de los árabes iraníes del Juzestán son bilingües, hablando árabe como su lengua materna y persa como segundo idioma. La variedad de árabe que se habla en la provincia recibe el nombre de árabe juzestaní, que es un dialecto mesopotámico compartido por los árabes al otro lado de la frontera de Irak. Tiene una significativa influencia persa y no se entiende bien por otros árabo-hablantes.
El árabe estándar moderno y el árabe clásico, que difieren en cierta medida del dialecto árabe juzestaní, se enseñan por todo Irán a estudiantes en las escuelas de secundaria, con independencia de su base lingüística o étnica. De hecho, la constitución de la república islámica requiere que esta asignatura en particular se enseñe después de la escuela primaria.
Hay una mayoría de chiitas, con una minoría suní y pequeño número de cristianos y judíos.

### Hormozgan
En la provincia de Hormozgan la población árabe iraní habla varios dialectos locales del árabe del golfo que como los dialectos mesopotámicos, tienen una significativa influencia persa.
Los árabes en la provincia son en su mayoría pescadores de la vecina Omán, pero aun así los árabes de la provincia se estima que son un 4 - 8 % de la población de Hormozgan.

### Bushehr
En la provincia de Bushehr, hay alrededor de 20.000 árabes que emigraron a Irán debido a las condiciones ambientales que presentaba Arabia Saudí. Muchos de ellos llegaron a la provincia de Bushehr en 1946. La mayoría de estos árabes viven en Kangan y Bandar-i Tahiri.

### Fars
Los nómadas jamseh viven en el este de la provincia de Fars.

### Jorasán
La mayoría de los árabes jorasaníes pertenecen a las tribus de Sheybani, Zanguyi, Mishmast, Jozaima y Azdi. Los árabes jorasaníes hablan persa y sólo unos pocos tienen el árabe como lengua materna.

## Demografía
Elton Daniel en The History of Iran (Greenwood Press, 2001), afirma que los árabes de Irán "están concentrados en la provincia de Juzestán y son alrededor de medio millón" (pg. 14). El Historical Dictionary of Iran sube la cifra hasta el millón.(J. Lorentz, 1995, p172)
Según la Encyclopedia Britannica, "Más de la mitad de la población son árabes que viven en las llanuras; el resto son bajtieris y otros luros (pueblos del Oeste de Persia), con muchos persas en las ciudades. Algunos de los bajtiaris y los luros son aún nómadas." 

## Famosos árabes iraníes
- Jabir ibn Hayyan, un alquimista
- Alhacén, un matemático, físico y astrónomo
- Yusef Azizi Bani-Torof, jornalista
- Hosein Kaebi, futbolista
- Yalal Kameli Mofrad, futbolista
- Abu Nuwas, uno de los más grandes poetas clásicos árabes y persas
- Jazal Jan, soberano del emirato de Jorramchar, anteriormente Mohammerah, en Juzestán
- Maz'al Jan, hermano de Jazal Jan
- Jabir al-Kaabi, padre de Jazal y Maz'al
- Harún al-Rashid, el quinto califa de dinastía abasí
- Abu Jafar al-Ma'mun ibn Harun el Califa intelectual y poeta que inspiró la famosa obra "Las Noches Árabes" y quien diera inició al período conocido como la Era Dorada del Islam, el hijo de Harún al-Rashid.